# シャビエル・マルガイラス
シャビエル・マルガイラス（Xavier Margairaz, 1984年1月7日 - ）は、スイス・ヴォー州出身の元サッカー選手。現役時代のポジションはMF。
名字についてはマルガイラツやマルゲラス表記もある。

## 経歴
2004-05シーズンのスイス・スーパーリーグ最優秀ヤングプレーヤー。優秀な若手の多いスイス代表でも注目を集める存在である。

## 所属クラブ
- 2001-2003  FCローザンヌ・スポルト
- 2003-2005  ヌーシャテル・ザマックス
- 2005-2007  FCチューリッヒ
- 2007-2009  CAオサスナ

→2009.1-.6  FCチューリッヒ (Loan)
- 2009-2012.1  FCチューリッヒ
- 2012.1-2013  FCシオン
- 2014  セルヴェットFC
- 2015-2017  FCローザンヌ・スポルト

## 代表歴

### 出場大会
- スイス代表
  - 2006 FIFAワールドカップ

### 試合数
- 国際Aマッチ 18試合 1得点（2005年-2010年）[1]

| スイス代表 | 国際Aマッチ | 国際Aマッチ |
| 年         | 出場        | 得点        |
| ---------- | ----------- | ----------- |
| 2005       | 1           | 0           |
| 2006       | 6           | 1           |
| 2007       | 8           | 0           |
| 2008       | 1           | 0           |
| 2009       | 0           | 0           |
| 2010       | 2           | 0           |
| 通算       | 18          | 1           |

## タイトル
| シーズン | チーム         | タイトル       |
| -------- | -------------- | -------------- |
| 2004-05  | FCチューリッヒ | スイスカップ   |
| 2005-06  | FCチューリッヒ | スーパーリーグ |
| 2006-07  | FCチューリッヒ | スーパーリーグ |
| 2008-09  | FCチューリッヒ | スーパーリーグ |